# Adam's Apple
Adam's Apple е десетият албум, позициониращ се в пост бопа, на джаз музиканта Уейн Шортър. Излиза през 1966 г. и в него е представена за първи път композицията Footprints, по-късно заимствана от Квинтета на Майлс Дейвис в албума Miles Smiles. В компактдиска е включена песента The Collector, която е написана от Хърби Хенкок.

## Прием
В Олмюзик Стейша Профрок изказва мнение, че „това наистина е на едно ниво с най-добрите му продукции от невероятно плодородния му период. Още от първите секунди, когато Шортър извисява сакса в едноименната заглавна песен, както и при цялата си топлота и завършеност, както и сила, не е трудно този албум да бъде харесан. Може и да не е толкова влиятелен стилистично както по-ранните му работи, като Speak No Evil, но слабостта му се състои единствено в това, че Шортър вече е стигнал върха на силите си. Ако се приеме в изолация, това е една от най-мащабните работи в джаза от средата на 60-те, но Шортър има изграден стил на работа, композиционна вещина и съвършено балансирано взаимодействие с музикалния си екип, така че едва ли можем да бъдем впечатлени от това, че продължава да прави тези неща албум след албум. Шортър сияе, а големи творци като Хърби Хенкок също получават право на място под слънцето.“

## Списък на песните
- „Adam's Apple“ – 6:49
- „502 Blues (Drinkin' and Drivin')“ (Jimmy Rowles) – 6:34
- El Gaucho – 6:30
- Footprints – 7:29
- Teru – 6:12
- Chief Crazy Horse – 7:34
- The Collector (Herbie Hancock) – 6:54 Bonus track on CD reissue
- Записани на 3 февруари (1) и на 24 февруари (всички други) 1966 г.

## Екип музиканти
- Уейн Шортър – тенор саксофон
- Хърби Хенкок – пиано
- Реджи Уъркмън – контрабас
- Джо Чембърс – барабани